# Бутје Сен Трожан
Бутје Сен Трожан (фр. Boutiers-Saint-Trojan) насеље је и општина у западној Француској у региону Поату-Шарант, у департману Шарант која припада префектури Коњак.
По подацима из 2011. године у општини је живело 1420 становника, а густина насељености је износила 199,16 становника/km². Општина се простире на површини од 7,13 km². Налази се на средњој надморској висини од 46 метара (максималној 49 m, а минималној 5 m).

## Демографија
| 1962. | 1968. | 1975. | 1982. | 1990. | 1999. | 2011. |
| ----- | ----- | ----- | ----- | ----- | ----- | ----- |
| 930   | 1.011 | 1.288 | 1.313 | 1.478 | 1.379 | 1.420 |

График промене броја становника у току последњих година